# Signaaltransductie

Overzicht van de signaaltransductieroutes

Signaaltransductie is het doorgeven van signalen binnen een cel.
Deze signalen worden doorgegeven via reactiepaden van voornamelijk eiwitten. Een eiwit kan bijvoorbeeld geschakeld worden door een fosfaat-groep op een bepaalde positie aan te hechten (fosforylering door een kinase). Op die manier kan een signaal door de cel geleid worden naar de plek waar dat nodig is, waarna er iets met de cel kan gebeuren, zoals beweging, doodgaan of niet of starten met celdeling.
Naast de signalen binnen de cel komen er ook signalen van buiten de cel met speciale signaalstoffen, zoals hormonen, neurotransmitters en andere moleculen.

## Voorbeelden
- SH-domein
- fosforylering van immuunreceptoren
- bloedstolling
- complementsysteem

## Signaalamplificatie
De meest succesvolle vorm van signaalversterking is door de vorming van secundaire boodschappermoleculen, die doorgaans eiwitkinasen activeren. Voorbeelden hiervan zijn: adenylaatcyclase (AC), fosfolipase C (PLC), tyrosine-specifieke proteïnekinasen (TPK; hier staat T voor tyrosine en wordt niet de gebruikelijke eenlettercode Y gebruikt).